# Mara Brock Akil
Mara Brock Akil (Los Angeles, 27 maggio 1970) è una sceneggiatrice e produttrice televisiva statunitense.
È stata creatrice di serie televisive di successo quali  Girlfriends, The Game e Being Mary Jane: la seconda le ha conferito un NAACP Image Award, mentre con la terza ha ricevuto il medesimo riconoscimento e un Black Reel Award.

## Biografia
È nata a Los Angeles, in California, da Joan Demeter, ed è cresciuta principalmente a Kansas City. Quando Brock Akil aveva otto anni, Demetra divorziò dal padre di Brock Akil. Demeter lasciò Los Angeles e si trasferì a Kansas City, dove fu in grado di passare da una posizione entry-level ai Marion Labs a una programmatrice di computer, mentre cresceva Brock Akil e i suoi due fratelli: il fratello William "Bill" Brock e la sorella minore, l'attrice Kara Brock.
Si è diplomata alla Raytown South High School nel 1988. Si è laureata alla Northwestern University, dove ha conseguito una laurea in giornalismo ed è diventata membro della sorority Delta Sigma Theta. Mentre era alla Northwestern, ha scritto e recitato in uno sketch comedy show per la Northwestern's Black Student Union, ha interpretato la protagonista in una produzione di The Colored Museum e ha seguito un corso di sceneggiatura tenuto dall'autrice e sceneggiatrice, Delle Chatman. Brock Akil si trasferì a Los Angeles un anno dopo la laurea e trovò lavoro come assistente di produzione.

## Vita privata
Brock Akil ha incontrato Salim Akil mentre lavorava sul set di Moesha, e i due si sono sposati nel 1999. Salim ha anche continuato a stabilire una carriera nel settore come regista televisivo, in particolare come showrunner di Black Lightning, su The CW. La coppia ha due figli. Lei e suo marito, Salim, sono musulmani sufi.

## Filmografia

### Sceneggiatrice
- South Central - serie TV (1994)
- Moesha - serie TV (1996-1999)
- The Jamie Foxx Show - serie TV (1999-2000)
- Girlfriends - serie TV (2000-2007)
- The Game - serie TV (2006-2015)
- Cougar Town - serie TV (2010)
- Sparkle - La luce del successo, regia di Salim Akil (2012)
- Love Is - serie TV (2018)
- Being Mary Jane - serie TV (2013-2015)

### Produttrice
- Moesha - serie TV (1998-1999)
- The Jamie Foxx Show - serie TV (1999-2000)
- Girlfriends - serie TV (2000-2008)
- The Game - serie TV (2006-2015)
- Cougar Town - serie TV (2009-2010)
- Sparkle - La luce del successo, regia di Salim Akil (2012)
- The Start Up - film TV (2013)
- Love Is - serie TV (2018)
- Black Lightning - serie TV (2018-2020)